# Ирина Ласкарина Асенина
Ирина Ласкарина Асенина e никейска принцеса и българска царица (1258 – 1268), втора съпруга на цар Константин Тих Асен (1257 – 1277).

## Произход
Ирина е потомка по майчина линия на Асеневата династия. Тя е най-голямата дъщеря на никейския император Теодор II Ласкарис и на Елена Асенина, дъщерята на Иван Асен II.

## Българска царица
През 1257 г. Ирина е омъжена за видния български болярин от Скопие Константин Тих. Бракът има политически характер. Михаил Палеолог, настойникът на малолетния ѝ брат – император Йоан IV Дука Ласкарис, се стреми към никейския трон, а Ирина не скрива амбициите си за престола. Така омъжването ѝ за чуждестранен благородник като Константин Тих е удобен начин за отстраняването на Ирина от никейския двор. От друга страна, претендентът за български цар – Константин Тих желае да се сроди с Асеневата династия, за да придобие същите права върху българската корона, които има и неговият съперник Мицо Асен, женен за Мария, дъщеря на Иван Асен II и Ирина Комнина. За целта Константин Тих се развежда с първата си съпруга и след сватбата си с Ирина прибавя към името си харизматичната династична фамилия Асен.
През 1259 г. Михаил Палеолог завзема властта в Никея чрез военен преврат. Той се обявява за регент на малолетния Йоан IV Ласкарис. Постепенно Михаил XVIII Палеолог измества и изолира легитимния император докато през 1261 г. го детронира и ослепява, а след това го затваря в манастир.
В Търново Ирина става непримирим враг на императора-узурпатор, който отнема трона на малкия ѝ брат. Царицата вероятно става обединителен център и на онази част от българското болярство, която поддържа една по-твърда политика на България спрямо Никейската империя, а след това и спрямо възстановена Византия. Водена от чувството си за мъст, царицата настройва своя съпруг срещу Михаил Палеолог, в резултат на което се стига до серия българо-византийски конфликти:
| „                        | ...защото българският народ не желаеше да стои спокоен и най-вече поради враждебността и омразата към императора на Ирина, първата от дъщерите на император Теодор Ласкарис. Тя много горещо подтикваше съпруга си Константин, за когото вече разказахме, че е цар на българите, да опустошава земите [на Палеолог] за отмъщение, разбира се, на това, което претърпял брат ѝ Йоан | “ |
| Георги Пахимер. История. | |   |

Естествено роля за зачестяващите сблъсъци между двете държави имат и умножаващите се териториални и политически спорове между тях.
През 1259 г. царица Ирина е изобразена заедно със съпруга си Константин Тих-Асен в Боянската църква. Изображението ѝ я показва като млада жена, с всички знаци на царското достойнство – корона, скиптър и тържествено царско облекло. Над главата ѝ има надпис „благочестива царица на българите“.
Ирина умира или в края на 1268, или в началото на следващата година. Не е известно да е имала деца от Константин Асен.